# Sam Loyd

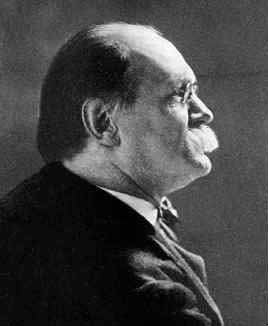
Sam Loyd

Samuel Loyd, född 30 januari 1841 i Philadelphia, Pennsylvania, död 10 april 1911 i New York, var en amerikansk schackspelare, konstruktör av schackproblem, konstruktör av matematiska problem och hobbymatematiker.
Som konstruktör av schackproblem är Loyd en av de främsta genom tiderna. Han har konstruerat ett stort antal problem, ofta med fyndiga poänger. Som schackspelare var Loyd en av de bästa i USA. [källa behövs]

## Böcker med Loyds problem
- Mathematical Puzzles of Sam Loyd (ISBN 0-486-20498-7): utvalda och redigerade av Martin Gardner
- More Mathematical Puzzles of Sam Loyd (ISBN 0-486-20709-9): utvalda och redigerade av Martin Gardner
- The Puzzle King: Sam Loyd's Chess Problems and Selected Mathematical Puzzles (ISBN 1-886846-05-7): redigerad av Sid Pickard
- The 15 Puzzle (ISBN 1-890980-15-3): av Jerry Slocum och Dic Sonneveld
- Sam Loyd's Cyclopedia of 5000 Puzzles, Tricks and Conundrums with Answers ISBN 0-923891-78-1
- Sam Loyd and his Chess Problems av Alain C. White